# Fèlix de Santos
Fèlix de Santos (Matapozuelos, Valladolid-Castella i Lleó, 29 de juliol de 1874 - Barcelona, Catalunya, 1946) fou un compositor i mandolinista castellà instal·lat a Barcelona. Destacat professor de mandolina del Conservatori del Liceu de Barcelona.
Cec des de la infància, feu els estudis elementals de música en l'Escola Municipal de Cecs de Barcelona i els superiors amb mestres particular, havent rebut lliçons de violí, de Sarasate, i de composició de Pedrell. Santos, amic i deixeble del mestre Baldomer Cateura, es distingí des de molt jove com a concertista de mandolina l'escola de la qual restaurà a Espanya. El 1909 recobrà la vista mercès a una operació que li practicà el doctor Dolcet de Barcelona.
El 1926 Santos era professor de violí i composició de l'Acadèmia del Centre Artístic Musical, director de l'Escola de Cecs de la Casa Provincial de Caritat, fundador i director de l'Associació Filharmònica de Mandolinistes i president honorari de la Protecció Mutua de Cecs i de l'agrupació de quartets La Filharmònica.
Va publicar una infinitat d'estudis i obres de concert, entre altres cal destacar: Escuela moderna de la mandolina italiana (10 vol). Escuela moderna de la mandolina española (7 vol), Escuela de Alza-púa (op. 9), Doce estudios artísticos (op. 17) i Tres estudios brillantes (op.18).